# Kresztovszkij Stadion
A Kresztovszkij Stadion (oroszul: Стадион «Крестовский») szentpétervári labdarúgó-stadion, a Zenyit otthona, a 2018-as labdarúgó-világbajnokság egyik helyszíne és a 2017-es konföderációs kupa egyik stadionja volt. A stadionban volt a 2017-es konföderációs kupa nyitó- és záróünnepsége, valamint itt rendeztek meg négy mérkőzést, beleértve a döntőt.
A 64 ezer férőhelyesre tervezett stadion az Európai Labdarúgó-szövetség (UEFA) minden előírásának megfelel majd, így nemzetközi versenyek lebonyolítására alkalmas.

## 2017-es konföderációs kupa
A stadion az egyik helyszín volt a 4 stadionból a 2017-es konföderációs kupán.
| Dátum            | Csapat 1    | Eredmény | Csapat 2    | Forduló   |
| ---------------- | ----------- | -------- | ----------- | --------- |
| 2017. június 17. | Oroszország | 2–0      | Új-Zéland   | A csoport |
| 2017. június 22. | Kamerun     | 1–1      | Ausztrália  | B csoport |
| 2017. június 24. | Új-Zéland   | 0–4      | Portugália  | A csoport |
| 2017. július 2.  | Chile       | 0–1      | Németország | Döntő     |

### A Kresztovszkij Stadion mérkőzései a 2018-as labdarúgó-világbajnokságon
| 2018. június 15. 18:00 (17:00) |

| Marokkó | 0–1               | Irán                     |
| ------- | ----------------- | ------------------------ |
|         | (0–0) Jegyzőkönyv | Bouhaddouz 90+5' (öngól) |

| Kresztovszkij Stadion, Szentpétervár Nézőszám: 62 548 Játékvezető: Cüneyt Çakır (török) |

| 2018. június 19. 21:00 (20:00) |

| Oroszország                               | 3–1               | Egyiptom              |
| ----------------------------------------- | ----------------- | --------------------- |
| Fathi 47' (öngól) Cserisev 59' Dzjuba 62' | (0–0) Jegyzőkönyv | Szaláh 73' (11-esből) |

| Kresztovszkij Stadion, Szentpétervár Nézőszám: 64 468 Játékvezető: Enrique Cáceres (paraguayi) |

| 2018. június 22. 15:00 (14:00) |

| Brazília                    | 2–0               | Costa Rica |
| --------------------------- | ----------------- | ---------- |
| Coutinho 90+1' Neymar 90+7' | (0–0) Jegyzőkönyv |            |

| Kresztovszkij Stadion, Szentpétervár Nézőszám: 64 468 Játékvezető: Björn Kuipers (holland) |

| 2018. június 26. 21:00 (20:00) |

| Nigéria              | 1–2               | Argentína          |
| -------------------- | ----------------- | ------------------ |
| Moses 51' (11-esből) | (0–1) Jegyzőkönyv | Messi 14' Rojo 87' |

| Kresztovszkij Stadion, Szentpétervár Nézőszám: 64 468 Játékvezető: Cüneyt Çakır (török) |

| 2018. július 3. 17:00 (16:00) |

| Svédország   | 1–0               | Svájc      |
| ------------ | ----------------- | ---------- |
| Forsberg 66' | (0–0) Jegyzőkönyv | Lang 90+4′ |

| Kresztovszkij Stadion, Szentpétervár Nézőszám: 64 042 Játékvezető: Damir Skomina (szlovén) |

| 2018. július 10. 21:00 (20:00) |

| Franciaország | 1–0               | Belgium |
| ------------- | ----------------- | ------- |
| Umtiti 51'    | (0–0) Jegyzőkönyv |         |

| Kresztovszkij Stadion, Szentpétervár Nézőszám: 64 286 Játékvezető: Andrés Cunha (uruguayi) |

| 2018. július 14. 17:00 (16:00) |

| Belgium               | 2–0               | Anglia |
| --------------------- | ----------------- | ------ |
| Meunier 4' Hazard 82' | (1–0) Jegyzőkönyv |        |

| Kresztovszkij Stadion, Szentpétervár Nézőszám: 64 406 Játékvezető: Alirezá Fagáni (iráni) |